# صمت (فلم)
صمت هو فيلم ملحمي من إخراج مارتن سكورسيزي صدر عام 2016. مأخوذ عن رواية يابانية بنفس العنوان للكاتب شوساكو إندو صدرت عام 1966. كتب سيناريو الفيلم -بمشاركة سكورسيزي- «جون كوكس» وهو كاتب سيناريو فيلمي سكورسيزي عصر البراءة (1993) وعصابات نيويورك (2002). تدور أحداث القصة في القرن 17 عن كاهنين يرتحلان من البرتغال إلى اليابان للبحث عن كاهن ضاع في أحد رحلات التبشير. في زمن القصة كانت اليابان تحت حكم توكوغاوا وكانت المسيحية مضطهدة وكان المسيحيون يتخفون. ظل المخرج سكورسيزي أكثر من 25 سنة يراود مشروع إنجاز الفيلم. رشح الفيلم لجائزة الأوسكار لأفضل تصوير سينمائي. اختاره معهد الفيلم الأمريكي كأحد أفضل عشرة أفلام لعام 2016.

## الإنتاج
يستند الفيلم على رواية «صمت» (1966) لمؤلفها الياباني إندو شوساكو، والتي بدورها تقوم على أحداث حقيقية. الأب «كريستوفاو فيريرا» بطل الفيلم والرواية عاش فعلا بين 1580 و 1650، وبعد تعذيبه في اليابان، تخلى عن إيمانه المسيحي. وتستند شخصية الكاهن «سيباستياو رودريغز» أيضا على شخصية تاريخية، هو اليسوعي الإيطالي «جيوسيبي كيارا»، الذي كان نشطا في اليابان.
تم اقتباس رواية «صمت» أول مرة في اليابان من قبل المخرج «ماساهيرو شينودا» في عام 1971، ولكن الفيلم لم ينشر في الخارج. في أوائل التسعينيات، كان مارتن سكورسيزي مهتما بتصوير فيلم عن الرواية، وكان يتابع المشروع منذ ذلك الحين. في ذلك الوقت قال سكورسيزي عن الرواية: «جذبتني بطريقة معينة. وأدركت منذ ذلك الوقت أن علي أن أحولها إلى فيلم.»
بدأ سكورسيزي البحث عن ممثلين. كان مقترحا ممثلون منهم: دانيال داي لويس، بينيسيو ديل تورو وغايل غارسيا بيرنال. لكن سكورسيزي التفت إلى مشاريع أخرى مثل جزيرة شاتر (2010) وهوجو (2011).
في أبريل 2013 أعلن أخيرا أن عمليات إنتاج فيلم «صمت» قد بدأت أخيرا بعد 23 عاما. وبالفعل في مايو 2013، أعلن أن الممثلين أندرو غارفيلد وكين واتانابي سيقومان ببطولة الفيلم. لكن الأخير تخلى عن المشروع بعد ذلك بوقت قصير وحل محله الممثل تادانوبو أسانو.
كان مقترحا للفيلم ميزانية متدنية نسبيا تقدر ب 50 مليون دولار، مما يعني أن بعض أفراد طاقم العمل، مثل المنتج «إيروين وينكلر»، كانوا يعملون بالحد الأدنى للأجور. إضافة إلى ذلك، تم السعي إلى موقع تصوير مناسب، والذي يمكن أن يماثل اليابان في القرن ال 17. جاء الاختيار على العاصمة التايوانية تايبيه، حيث تم تصوير الفيلم من 30 يناير إلى 15 مايو 2015. في إحدى عمليات بناء ديكور الفيلم، وقع حادث في 28 يناير 2015، توفي خلاله عامل واحد وأصيب اثنان.

## طاقم العمل
- أندرو غارفيلد بدور سيباستيان رودريغيز.
- آدم درايفر بدور فرانسيسكو غاروبي.
- شينيا تسوكاماتو بدور موكيشي.
- ليام نيسون بدور كريستوفاو فيريرا.
- تادانوبو أسانو بدور المترجم.
- كيران هايندز
- نانا كوماتسو بدور مونيكا.

## الاستقبال النقدي
على موقع الطماطم الفاسدة، حقق الفيلم معدل 85٪ على أساس 220 تقييما بمتوسط تصنيف 7.6 من 10. يذكر الموقع: «ينهي مارتن سكورسيزي فيلمه صمت بعد عقود من البحث الإبداعي، وبنظرة مدروسة عاطفيا يلقي الضوء على الروحانية والطبيعة البشرية في فيلم من أرقى أعمال المخرج». على موقع ميتاكريتيك، حصل الفيلم على 79 من أصل 100 درجة، استنادا إلى 48 ناقادا، مشيرا إلى «مراجعات إيجابية عموما».
ووجد «ريتشارد رويبر»، وهو ناقد سينمائي لصحيفة شيكاغو صن تايمز، أن الموضوع الرئيسي للفيلم هو حول الأخلاق والصراعات المتعلقة بالنذور والوعود الشخصية بالنسبة للفرد. وأعطى الناقد «مات زولر سيتز» من موقع روجر إيبرت الفيلم أربعة من أربعة نجوم، مشيرا إلى أن «صمت هو عمل ضخم، وصادم، يرمي بك في الجحيم بدون أي وعد بالخروج إلى النور، لا يعطيك سوى مجموعة من الأسئلة والمقترحات، والأحاسيس والخبرات... هذا ليس نوع من الأفلام كي تحبه أو لا تحبه. إنه فيلم تحسه وتعيشه».

## مزيد من الاطلاع
- صمت فيلم سكورسيزي من النوع الناطق، الشرق الأوسط.
- هل كان فيلم «الصمت» يستحق كل هذا الانتظار؟، بي بي سي.

## روابط خارجية
- مقالات تستعمل روابط فنية بلا صلة مع ويكي بيانات

لا توجد روابط لمواقع التواصل الاجتماعي.